# Tomteland (musikalbum av After Shave)
Tomteland är ett album från 1982 med julsånger inspelade av After Shave. Det innehåller även sketcher. De flesta av låtarna är skrivna av Knut Agnred.

## Medverkande
- Berättare: Per Fritzell
- Sång och sketcher: Knut Agnred, Peter Rangmar, Jan Rippe och Per Fritzell.
- Övriga: Ann-Kristin Asplind (sång), Lars Erhage (trummor), Charles Falk (klaviatur, bas, sång), C. Bernad Löhr (gitarr, sång)

## Låtförteckning
1. Tomtens visa (Agnred)-Knut
2. Tomtens skägg (Fritzell)-Per
3. Raggisockan (Agnred)-Knut
4. Kalle Kotte (Agnred)-Peter
5. Snögubben rulle (Falk/Fritzell)-Per
6. Nissedisco (Agnred/Löhr/Falk)-Knut(Peter, Charlie)
7. Julpotpurri (Trad, arr: Agnred)-After Shave
8. Storklump och Lillklump (Fritzell)-Per
9. Nissarnas verkstad (Agnred)-Per, Knut, Peter
10. Frö Jol (Rebrahc)-Tunk
11. Tomtemors visa (Löhr/Agnred)-Ann-Kristin
12. Tomtens vaggvisa (Agnred)-Knut
13. God jul allihopa (Agnred)-Alla